# Walter Morgenthaler
Walter Morgenthaler (* 15. April 1882 in Ursenbach, Kanton Bern; † 1. April 1965 in Muri bei Bern; heimatberechtigt in Ursenbach) war ein Schweizer Psychiater und Psychotherapeut.

## Familie
Walter Morgenthaler stammt aus dem Geschlecht der Morgenthaler, Linie Hinteres Mösli, im Kanton Bern ab. Sein Vater Christian Niklaus Morgenthaler (1853–1928) war Geometer, Ingenieur, Regierungsrat und Baudirektor, gehörte dem Ständerat an und war Direktor der Emmentalbahn (1905–1926). Seine Mutter Anna Barbara war Tochter von Samuel Wittwer (1824–1886), Krämer in Ursenbach.

## Ausbildung und Beruf
Morgenthaler wuchs im Oberaargau auf und ging in Kleindietwil zur Primarschule. 1897 übersiedelte die Familie nach Bern, wo Morgenthaler das Progymnasium und Gymnasium besuchte, bevor er dort 1902 mit dem Studium der Medizin begann. Den Winter 1905/06 verbrachte er in Wien, um an den Psychotherapie-Kollegien von Sigmund Freud teilzunehmen. Anschliessend setzte er sein Studium in Bern fort (u. a. bei Hermann Sahli und Theodor Kocher), obwohl ihn eine bleibende Gehörstörung behinderte. Das letzte Studienjahr verbrachte Morgenthaler in Zürich, wo der Psychiater Eugen Bleuler und der Hirnanatom Constantin von Monakow zu seinen Lehrern gehörten und wo er 1908 das medizinische Staatsexamen ablegte.
1908–1910 arbeitete Morgenthaler als Assistenzarzt in der Irrenanstalt Waldau und promovierte dort mit einer Arbeit über sphygmomanometrische Blutdruckmessungen bei Geisteskranken. Anschliessend besuchte er die psychiatrischen Kliniken in München und Berlin, wo er die Psychiater Emil Kraepelin und Hermann Oppenheim kennenlernte. Ab 1910 arbeitete er in der Heil- und Pflegeanstalt Friedmatt in Basel wieder als Assistenzarzt, ab 1912 in der Heilanstalt Münsingen bei Bern und 1913 in der Anstalt Waldau als Oberarzt. 1915 veröffentlichte er eine geschichtliche Darstellung des «Irrenwesens» in Bern, anschliessend habilitierte er sich als Privatdozent für Psychiatrie an der Universität Bern (1917–1937). Nachdem er als Chefarzt die Leitung der privaten Nervenheilanstalt Münchenbuchsee übernommen hatte (1920–1925), eröffnete Morgenthaler eine Privatpraxis für Psychotherapie und Eheberatung, lebte und arbeitete seit 1940 in Muri (Bern).

## Leistung
Weltweites Aufsehen erlangte 1921 die Veröffentlichung der Krankengeschichte des schizophrenen Künstlers Adolf Wölfli. Morgenthaler machte darin auf den Wert künstlerischer Beschäftigung als Heilmittel in der Betreuung psychiatrischer Patienten aufmerksam. Erstmals überhaupt behandelte er einen Patienten nicht als anonymen psychiatrischen „Fall“, sondern nennt ihn mit Namen und würdigt ihn sogar als Künstler. 
Ausserdem setzte sich Morgenthaler für die Verbreitung der psychodiagnostischen Methode von Hermann Rorschach, des Rorschachtests (Interpretation von Klecksbildern), ein. Weitere Studien behandelten das «Unheilbarkeitsdogma» der Schizophrenie und die Stimmung von Selbstmördern vor ihrer Tat. 
Morgenthalers Hauptverdienst war sein lebenslanges Bemühen um eine Verbesserung der Pflegerausbildung in der Psychiatrie. In mehr als 200 Veröffentlichungen propagierte er die Aus- und Weiterbildung der Pflegekräfte, gründete eine Fachzeitschrift, verfasste ein Lehrbuch und setzte sich für die Einführung eines verbindlichen Lehrplanes sowie die bessere Bezahlung des Pflegepersonals ein. Während der erste Teil des Lehrplanes allgemeinen pflegerischen Themen gewidmet war, befasste sich Morgenthaler im zweiten Teil speziell mit der Irrenpflege. 1942 gründete Morgenthaler die Schweizerische Gesellschaft für Psychologie und gab ab 1942 die Schweizerische Zeitschrift für Psychologie und ihre Anwendungen heraus. Versuchen deutscher Berufsverbände, ihn in die Nazi-Ärzteschaft zu integrieren, widersetzte sich Morgenthaler erfolgreich.

## Werke
- Blutdruckmessungen an Geisteskranken. In: Allgemeine Zeitschrift für Psychiatrie und psychisch-gerichtliche Medizin. Band 67, Berlin 1909 (Diss.)
- Bernisches Irrenwesen. Bern 1915.
- Ein Geisteskranker als Künstler (Adolf Wölfli). Bern 1921, Nachdruck: Wien 1985, ISBN 3-85446-115-1
- Das Dogma von der Unheilbarkeit der Schizophrenie. In: Zeitschrift für die gesamte Neurologie und Psychiatrie. Band 100, 1926, S. 668–677
- Die Pflege der Gemüts- und Geisteskrankheiten. Berlin 1930.
- Rorschachmethode – Rorschachbewegung. In: Schweizerische Zeitschrift für Psychologie und ihre Anwendungen. Band 2, 1943 (1/2)
- Letzte Aufzeichnungen von Selbstmördern. Bern 1945.
- Geschlecht, Liebe, Ehe. Zürich 1953.
- Der Mensch Karl Marx. Bern 1962.